# Suzanne Chaigneau
Suzanne Chaigneau (* 14. Juni 1875 in Barbizon; † 13. April 1946 in Paris) war eine französische Geigerin und Musikpädagogin.

## Leben
Chaigneau war die Tochter des Landschafts- und Tiermalers Jean-Ferdinand Chaigneau und von Louise Deger. Mit ihren beiden Schwestern spielte sie eine bedeutende Rolle im Musikleben von Paris am Anfang des 20. Jahrhunderts. Ihre Zwillingsschwester Marguerite spielte Cello, ihre jüngere Schwester Thérèse Klavier. Die drei Schwestern wurden von Charles Lamoureux und insbesondere von Camille Chevillard, der bei Chopins Schüler George Mathias studiert hatte, gefördert und unterrichtet.
Chevillard organisierte 1895 das Debüt der drei Schwestern als Kammermusiktrio, das bald Auftritte mit Musikern wie Joseph Joachim, Pablo Casals, Vincent d’Indy, Arthur Nikisch, Lucien Capet, Ossip Gabrilowitsch und Marya Freund hatte. Die Schwestern betätigten sich auch als Musikpädagoginnen, veröffentlichten Lehrwerke und gründeten die Concerts Chaigneau und während des Ersten Weltkrieges die Hilfsorganisation L'aide affectueuse aux Musiciens.
Suzanne Chaigneau heiratete 1910 den deutschen Offizier Hermann Joachim, einen Sohn des berühmten Geigers Joseph Joachim. 1913 wurde ihre Tochter Irène Joachim geboren, die als Opernsängerin bekannt wurde. In der Zeit des Ersten Weltkrieges lebte sie mit ihrem Mann in Berlin. Nach dem Tod ihres Mannes 1918 kehrte sie nach Paris zurück und gründete mit Lucien Capet das Institut moderne du violon. Sie ist Autorin des Violinlehrbuches L'art d'étudier.